# Kollár István (vájár)
Kollár István (1920–?) állami díjas vájár, az Országos Érc- és Ásványbányák munkatársa.

## Élete
Kollár a felsőpetényi agyagbányában csapatvezető vájárként dolgozott. Munkásőr rajparancsnok. 1973-tól brigádvezető.
1967-ben Kiváló Bányász címmel, 1972-ben a Haza Szolgálatáért érdemérem arany fokozatával, 1974-ben a Munka Érdemrend bronz fokozatával tüntették ki. 1980-ban megkapta a Magyar Népköztársaság Állami Díját, az indoklás szerint „a szocialista munkaversenyben két évtizeden át végzett kiemelkedő eredményeiért”. 1982-ben a Bányász Szolgálati Érdemérem arany fokozatával, 1983-ban Szolgálati Érdeméremmel díjazták.